# Kim and Buran
Ким и Буран — петербургский музыкальный коллектив, играющий в жанре Space disco/Sci-Fi/easy-listening. Композитором и основателем группы является Слава Завьялов.

## История
Группа появилась в 2002 году в общежитии Санкт-Петербургского Института Кино и Телевидения, названа в честь героев советского мультфильма «Тайна третьей планеты» — капитанов-космонавтов Кима и Бурана. Изначально в ней было всего два человека: Слава Завьялов и Игорь Цветков (бас-гитарист). В 2005 году произошли большие перемены: из состава ушёл Игорь Цветков, вместо него на бас-гитаре теперь играет Роман Толмачев. Вскоре появился барабанщик Алексей Алёшин и гитарист Михаил Шульгин из «Морэ & Рэльсы», которого в 2012 году заменил Александр Дмитриев. Участвовали в фестивалях :Tallin music week, SKIF, Stereoleto, Электромеханика, играли на разогреве у группы Зодиак в 2006 году.

## Музыка
Заряд вдохновения и первые впечатления были получены от Жан Жака Перрея, Жана Мишеля Жарра, Александра Зацепина и вылились в проникновенную космическую романтику и ностальгию. В ней мы чувствуем детство, пространство, космос, глубину, что-то далекое и близкое одновременно.
Стремление к ретрозвуку выразилось в использовании аналоговых синтезаторов (таких как Фаэми-1М, Opus, Электроника ЭМ-25, Алиса, Yamaha CS-5, Roland Juno-106) и семплов из фильмов 60-х,70-х годов. В их музыке органично сочетаются space age pop, спейс-диско, лёгкой музыки и даунтемпо.
Иван Белецкий считает, что творчество группы предвосхитило появление жанра «sovietwave» на 10 лет, причём «попытки Kim&Buran понять, как может выглядеть музыкальная ностальгия по советской утопически-детской культуре „Тайны третьей планеты“, оказываются даже тоньше, чем у „Маяка“ или „Артек Электроники“».

## Состав группы
- Слава Завьялов — синтезаторы
- Максим Куцевалов — бас-гитара
- Арсений Лящук — гитара
- Юлиан Романченко — барабаны
- Иван Убежавший — Vj
- Павел Лазарев — звукорежиссёр

Завьялов Слава — автор всей музыки и концепции. Играет как на старых советских синтезаторах, так и на современных. Толмачев Роман на бас-гитаре заменил Игоря Цветкова, ушедшего в июле 2005-го. Лёша Алёшин — третий участник группы с ноября 2005-го, играет на барабанах. В 2012 гитаристом группы стал Александр Дмитриев. В 2017-м году его заменил Арсений Лящук, а барабанщика Алексей Пономарев.

## Дискография

### Альбомы
- 2004 — Kosmos For Children (Solnze Records)
- 2005 — Rock’n’Robot (Solnze Records)[2]
- 2006 — My Humanoid Friend (ChebuRec)
- 2008 — Flight B (Solnze Records)
- 2010 — Мама (интернет-релиз)
- 2016 — Orbita (Nang Records,UK)
- 2020 — Best Melodies (Chudesound,Soyuz Rec)
- 2022 — Tramplin (Nang Records,UK)

### Синглы и мини-альбомы
- 2013 — Telescope (United Records)
- 2013 — Voyager EP (Nang Records)
- 2014 — Fly to sea EP (Nang Records)
- 2021 — French Train EP (Nang Records)
- 2023 — Replayed EP (Maschina Records)